# Индустрия 4.0
Индустрия 4.0 представлява днешната тенденция в развитието на автоматизацията и обмена на данни при технологиите на производство. Това включва
кибер-физични системи, интернет на нещата и изчисления в облак
Индустрия 4.0 създава така наречения умен завод. В рамките на този завод киберфизичните системи контролират физичните процеси, създавайки виртуално копие на физическия свят и вземат независимо, децентрализирано решение. Чрез интернета на нещата киберфизичните системи комуникират и се съгласуват помежду си и с хората в реално време.
Индустрия 4.0 е програма създадена по инициатива на немското федерално правителство като базова платформа за изследване. Основната цел е да се обединят промишленото производство с модерната информационна и комуникационна техника.
Индустрия 4.0 предполага такова развитие на промишлеността, което ще промени основно различни аспекти на живота на хората, като бит, труд и почивка. Измененията могат да променят пазара на труд, жизнената среда, политическата система, технологиите и идентичността на човека.